# 雅加達地鐵南北線
雅加達地鐵南北線，位於印度尼西亞雅加達，是雅加達地鐵第一條路線，也是印尼第一條地鐵路線。路線全長24（15英里），呈南北走向，連接雅加達南區、雅加達中區和雅加達北區，採用的電動列車和信號系統均由日本提供。第一階段於2013年10月10日動工，至2019年3月24日通車，2A階段亦於第一階段通車同日動工。
南北線的建設規劃至少可以追溯到1990年，原計劃於1997年動工，之後由於經濟因素擱置。當局在2000年代末期成立雅加達地鐵公司，並採用日本提供的政府開發援助推動原南北線的建設工程。南北線分兩階段建設完成，第一階段起於布陸斯谷，止於印尼大酒店迴旋處，全長15.7（9.8英里），設站13座（地下站6座，高架站7座），由日本國際協力機構出資援建，承建商包括清水建設、大林組等日本建築商和印尼建築商，已於2013年10月10日正式動工，原訂在2018年年初完工。不過，受制於徵地、機電設施安裝程序出錯等問題，這條地鐵線一直到2019年3月24日才能夠舉行通車典禮。
2B階段起於印尼大酒店迴旋處，止於雅加達城區站，全長5.8（3.6英里），設站7座，其中印尼大酒店迴旋處至哈摩尼段預計在2025年3月通車，其餘路段則計劃於2027年8月通車。2B階段起於雅加達城區站，止於安卒西，全長約6（3.7英里），設站2座，預計於2030年通車。南北線將來可能還會延伸到及萬丹省南丹格朗市。

## 車站
| 車站名稱             | 車站名稱        | 車站形式 | 所在區域       | 轉乘路綫                                                | 通車日期      |
| 中文                 | 印尼文          | 車站形式 | 所在區域       | 轉乘路綫                                                | 通車日期      |
| -------------------- | --------------- | -------- | -------------- | ------------------------------------------------------- | ------------- |
| 2B階段               |                 |          |                |                                                         |               |
| 安卒                 | Ancol           | 地下     | 北雅加達行政市 |                                                         | 2030年        |
| 芒加杜瓦             | Mangga Dua      | 地下     | 北雅加達行政市 |                                                         | 2030年        |
| 2A階段               |                 |          |                |                                                         |               |
| 雅加達城區站         | Jakarta Kota    | 地下     | 北雅加達行政市 |                                                         | 2027年8月     |
| 草埔                 | Glodok          | 地下     | 北雅加達行政市 |                                                         | 2027年8月     |
| 芒加勿剎             | Mangga Besar    | 地下     | 北雅加達行政市 |                                                         | 2027年8月     |
| 沙哇勿剎             | Sawah Besar     | 地下     | 北雅加達行政市 |                                                         | 2027年8月     |
| 哈摩尼               | Harmoni         | 地下     | 中雅加達行政市 |                                                         | 2025年3月     |
| 國家紀念碑           | Monas           | 地下     | 中雅加達行政市 |                                                         | 2025年3月     |
| 譚林                 | Thamrin         | 地下     | 中雅加達行政市 | 東西線                                                  | 2025年3月     |
| 第一階段             |                 |          |                |                                                         |               |
| 印度尼西亞大酒店圓環 | Bundaran HI     | 地下     | 中雅加達行政市 |                                                         | 2019年3月24日 |
| 杜古阿塔斯           | Dukuh Atas      | 地下     | 中雅加達行政市 | 丹拿望－馬查線 蘇加諾-哈達機場鐵路 大雅加達輕軌1、2號線 | 2019年3月24日 |
| 瑟迪亞布迪           | Setiabudi       | 地下     | 中雅加達行政市 |                                                         | 2019年3月24日 |
| 下壩                 | Bendungan Hilir | 地下     | 中雅加達行政市 |                                                         | 2019年3月24日 |
| 體育宮               | Istora          | 地下     | 南雅加達行政市 |                                                         | 2019年3月24日 |
| 史納延               | Senayan         | 地下     | 南雅加達行政市 |                                                         | 2019年3月24日 |
| 亚细安               | ASEAN           | 高架     | 南雅加達行政市 |                                                         | 2019年3月24日 |
| M區                  | Blok M          | 高架     | 南雅加達行政市 | 雅加達專線巴士1號線                                     | 2019年3月24日 |
| A區                  | Blok A          | 高架     | 南雅加達行政市 |                                                         | 2019年3月24日 |
| 哈吉·納威            | Haji Nawi       | 高架     | 南雅加達行政市 |                                                         | 2019年3月24日 |
| 芝珀特·拉亞          | Cipete Raya     | 高架     | 南雅加達行政市 |                                                         | 2019年3月24日 |
| 法瑪瓦蒂             | Fatmawati       | 高架     | 南雅加達行政市 |                                                         | 2019年3月24日 |
| 布陸斯谷             | Lebak Bulus     | 高架     | 南雅加達行政市 | 雅加達專線巴士8號線                                     | 2019年3月24日 |

## 外部連結
- 雅加達地鐵公司官方網站 （页面存档备份，存于）